# Jim Hunt

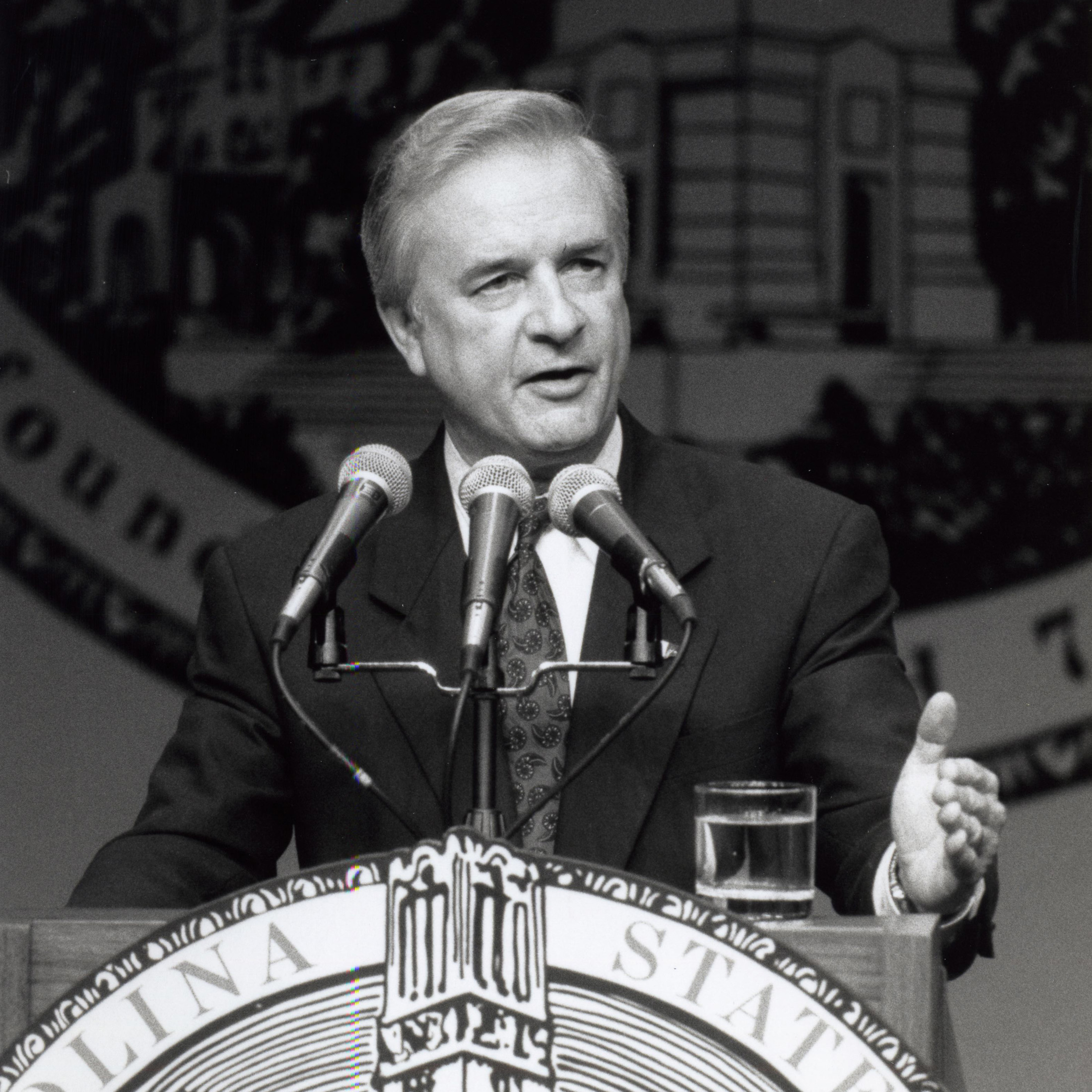
Jim Hunt (1992)

James Baxter „Jim“ Hunt (* 16. Mai 1937 in Greensboro, North Carolina) ist ein US-amerikanischer Politiker (Demokratische Partei). Er war der 69. und der 71. Gouverneur des Bundesstaates North Carolina.

## Frühe Jahre und politischer Aufstieg
Jim Hunt wuchs auf einer Farm im Wilson County auf. Er besuchte die North Carolina State University, wo er Landwirtschaft studierte. Anschließend studierte er bis 1964 an der University of North Carolina at Chapel Hill Jura. Zwischen 1964 und 1966 war er im Auftrag der Ford-Stiftung als wirtschaftlicher Berater in Nepal tätig. Hunt wurde 1972 zum Vizegouverneur von North Carolina gewählt. Dieses Amt übte er von 1973 bis 1977 unter Gouverneur James Holshouser aus. Für die 1976 anstehenden Gouverneurswahlen wurde er von seiner Partei als Kandidat nominiert. Mit 65 Prozent der Stimmen setzte er sich deutlich gegen den Republikaner David T. Flaherty durch.

## Gouverneur von North Carolina
Nach der gewonnenen Wahl trat Hunt sein neues Amt am 1. Januar 1977 an. In seiner Amtszeit wurde die Verfassung dahingehend geändert, dass ein Gouverneur von nun an zwei zusammenhängende Amtszeiten absolvieren konnte. Er machte auch Gebrauch von dieser Regelung und wurde 1980 mit einem Stimmenanteil von 61,9 Prozent in seinem Amt bestätigt. Damit war er bis zum 1. Januar 1985 Gouverneur von North Carolina. Allein das war schon ein historischer Amtszeitsrekord.
Nach dem Ende seiner Amtszeit 1985 unternahm er einen vergeblichen Versuch, in den US-Senat gewählt zu werden. Er unterlag dem republikanischen Amtsinhaber Jesse Helms und zog sich danach für einige Jahre aus der Politik zurück. In den Jahren 1992 und 1996 wurde er dann erneut zum Gouverneur gewählt. Damit war er insgesamt 16 Jahre Gouverneur seines Staates, was bisher noch niemand in North Carolina geschafft hatte. In diesen Jahren legte er ein Familienprogramm auf. Er sorgte für eine bessere Kinderbetreuung und für Schutzimpfungen. Ein neues Schulgesetz aus dem Jahr 1997 erhöhte die Standards und Gehälter für Lehrer. Ein neues Jugendstrafrecht verschärfte die Strafen aus Gründen der Prävention. Seine Kritiker warfen ihm die Kosten seiner Reformen vor. Alles in allem erlebte North Carolina in seiner Amtszeit einen Aufschwung, der auch die Wirtschaft erfasste.

## Weitere Karriere
Nach dem Ende seiner Amtszeit war Hunt sowohl im Jahr 2000 bei Al Gore als auch 2004 unter John Kerry im Gespräch für einen Kabinettsposten. Da beide Kandidaten die jeweiligen Präsidentschaftswahlen verloren, ist es allerdings nie dazu gekommen. Heute ist Jim Hunt Mitglied einiger Aufsichtsräte und Teilhaber einer Anwaltskanzlei in Raleigh.